# Palazzo De Sinno
Palazzo De Sinno è un edificio di interesse storico ed artistico di Napoli; è situato nella centralissima in via Toledo, nel quartiere San Ferdinando.
Il palazzo sorse nel XVIII secolo e rappresenta un esempio di barocco napoletano Sanfeliciano, espresso nella scala a losanga, mentre ulteriori elementi sono relativi ai timpani al di sopra dei balconi del piano nobile, che spezzano la linea triangolare con una curva interna.
Nel palazzo vi è stata l'Ars Magistra Artis, un'associazione culturale curata dal gioielliere Renato Perez.